# Maryvonne Lyazid
Maryvonne Lyazid est l'ancienne adjointe du Défenseur des droits, vice-présidente du collège chargé, auprès de lui, de la lutte contre les discriminations et de la promotion de l’égalité du 13 juillet 2011 au 30 septembre 2014.

## Biographie

### Jeunesse et études
Fière de ses origines ouvrières, elle fait des études de sciences politiques à Strasbourg. Elle étudie à l’École nationale de la santé publique.  

### Parcours professionnel
Elle devient inspecteur des affaires sanitaires et sociales à la sortie, et prend par la suite la direction de la DDAS du Bas-Rhin,. Elle est ensuite mise à disposition du Conseil de l’Europe pendant 3 ans, où elle est responsable d’un projet concernant le rôle des États dans la lutte contre l’exclusion sociale. 
En 1999, Bernard Kouchner, secrétaire d'État à la Santé, lui confie la présidence d’un groupe de travail sur l’accès aux aides techniques pour les personnes en perte d’autonomie. Elle passe six années à la Présidence de la Fondation de l’Hôpital du Docteur Albert Schweitzer au Gabon. Elle a également été chargée de mission au cabinet de Dominique Gillot, secrétaire d’État aux Personnes âgées et handicapées, de 2000 à 2002.  
Elle a été Vice-présidente de la HALDE du 31 janvier 2011 jusqu’en mars 2011. Antérieurement à ses fonctions auprès du Défenseur des droits, elle présidait encore la FISAF (Fédération nationale pour l'Insertion des personnes Sourdes et des personnes Aveugles en France), fédération regroupant 140 associations de lutte contre la déficience auditive et visuelle. Elle était aussi adjointe au Directeur général de la Fondation Caisse d'épargne pour la solidarité.
Elle a été adjointe du Défenseur des droits, vice-présidente du collège chargé, auprès de lui, de la lutte contre les discriminations et de la promotion de l’égalité du 13 juillet 2011 au 30 septembre 2014. Elle a quitté ses fonctions au décès de Dominique Baudis, ancien Défenseur des Droits. 
Elle a enseigné l'Institut d'études politiques de Paris, dans le cadre d'un Executive master géré conjointement avec Jérôme Guedj. 